# Megachile cylindrica
Megachile cylindrica är en biart som beskrevs av Heinrich Friese 1906. Megachile cylindrica ingår i släktet tapetserarbin, och familjen buksamlarbin. Inga underarter finns listade i Catalogue of Life.